# Virginia Ungar
Virginia Ungar es una médica psicoanalista argentina, elegida en junio de 2015 para ocupar el cargo de presidenta de la Asociación Psicoanalítica Internacional (API) desde 2017 hasta 2021.
 Es la primera mujer en llegar a ese puesto desde que Sigmund Freud y un grupo de colaboradores fundaron la entidad el 30 de marzo de 1910. Recibió el Premio Konex de Platino 2016: Psicoanálisis.

## Estudios e influencias
Cursó sus estudios universitarios en la Facultad de Medicina de la Universidad de Buenos Aires y, en 1974, se graduó con diploma de honor. Es especialista en niños y adolescentes, acreditada por la API en 2002. Su práctica clínica en psicoanálisis tiene la influencia de distintos marcos teóricos. Trabaja con niños, adolescentes y adultos, y cuenta con experiencia en la práctica y enseñanza del método Bick de Observación de Bebés.
Al completar su formación como médica, participó de grupos de estudio sobre la obra de Freud y, como pilar para su trabajo con niños, se abocó de forma personal a conocer los escritos de Melanie Klein. Posteriormente, inició su formación psicoanalítica en el Instituto de Psicoanálisis de la Asociación Psicoanalítica de Buenos Aires (APdeBA), llamado hoy Instituto Universitario de Salud Mental (IUSAM).
Horacio Etchegoyen, médico psicoanalista argentino que presidió la API entre 1993 y 1997, fue uno de sus maestros, y también estudió con Elizabeth Tabak de Bianchedi, Darío Sor y Benito López, entre otros analistas de esa generación. Además, realizó varios viajes a Londres para supervisiones con Betty Joseph y Hanna Segal.  Posteriormente, bajo la influencia de Donald Meltzer, comenzó a interesarse por la observación de bebés. Las ideas de Wilfred Bion fueron otro aporte significativo a su formación como psicoanalista.
Una de los temas que más le interesan es la supervisión, a la que considera un campo privilegiado para la transmisión del psicoanálisis. Según Ungar, se trata de una práctica en la cual dos mentes se unen para comprender el proceso psicoanalítico. Con relación a esto, la noción de transferencia y la contratransferencia tal como la desarrolló Heinrich Racker en la Argentina es otro concepto central.
Durante su evolución como psicoanalista, Ungar ha expandido sus intereses y ha tomado en cuenta también las ideas de Donald Woods Winnicott, Piera Aulagnier, André Green y César y Sara Botella, lo que ha dado lugar a cambios en su práctica del psicoanálisis. Actualmente, intenta desarrollar su propia línea de pensamiento, algo que considera vinculado con la consolidación de la identidad como analista. Ungar se enfoca en cómo el psicoanálisis continúa su evolución y hace énfasis en la necesaria flexibilidad en el uso de la teoría y en la formulación de modalidades de trabajo con distintos pacientes.
Recibió en 2016 el Premio Konex de Platino a las Humanidades de la Argentina, como la más destacadas psicoanalísta de la década.

## Labor profesional e institucional
En 1977, comenzó a ejercer la práctica psicoanalítica de forma privada. Desde 1991, es miembro titular de la API y de la APdeBA, instituciones en las que ha desempeñado diversos cargos. Desde 1984, es docente de instituciones y universidades de América, Europa y los EE. UU.
Ungar ha colaborado con la organización de espacios o departamentos de psicoanálisis de niños y adolescentes en algunas de las sociedades e institutos de formación latinoamericanos, como el Núcleo de Infancia y Adolescencia (NIA) de la Sociedad Brasilera de Psicoanálisis de Porto Alegre. Tanto en esta entidad como en la Sociedad Psicoanalítica de Porto Alegre dictó grupos de estudio y realizó supervisiones.
Ha escrito capítulos de libros y ha presentado, publicado y evaluado numerosos trabajos científicos, cuyos temas incluyen la observación de niños y su relación con el trabajo analítico, el psicoanálisis infantil, los adolescentes gravemente perturbados y el proceso psicoanalítico. También ha colaborado con la prensa mediante artículos propios o entrevistas. Ha escrito numerosos artículos en revistas científicas, artículos de divulgación y capítulos de libros.
Su actividad en la API se inició en 1997 con la creación del Comité de Psicoanálisis de Niños y Adolescentes (COCAP, por sus siglas en inglés), y, como representante de la Argentina, fue miembro de ese cuerpo hasta 2001.
Ungar ha participado de la vida institucional de la APdeBA desde su fundación, alrededor de 1975.
Desde 1984, es profesora del IUSAM. Ha realizado también las siguientes actividades docentes en otras instituciones y universidades de América, Europa y los EE. UU.
Desde 2009, integra los comités editoriales de International Journal of Psychoanalysis; Revista Brasileira de Psicoterapia; Bergasse 19. Revista de Psicanálise da Sociedade Brasileira de Psicanálise de Ribeirão Preto; y Revista Uruguaya de Psicoanálisis.
Es miembro consultora del Libro Anual de Psicoanálisis, publicación que presenta tanto los artículos más relevantes publicados en el International Journal of Psychoanalysis como el resumen de todos los artículos incluidos durante el año en dicha revista.